# آرسن ایقالتوئلی

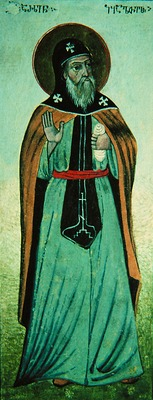

آرْسِنْ ایقالْتُئِلی (به گرجی: არსენ იყალთოელი) (درگذشت ۱۱۲۷ میلادی) یک کشیش، خوشنویس، فیلسوف، مترجم و نویسندهٔ مذهبی گرجی بوده و نقش برجسته‌ای در تاریخ مذهبی گرجستان داشته‌است. او در زمان پادشاهی داویت چهارم (۱۰۸۹ تا ۱۱۲۵) می‌زیسته و با کمک او دانشگاه‌های گرجستان را به شکوفایی رسانده است. کارهای او در زمینهٔ تألیف کتب تعلیمی و مباحثه‌ای و ترجمهٔ این‌گونه آثار از یونانی به گرجی، باعث دگرگونی بزرگان مذهبی گرجستان و همچنین ادبیات فلسفی گرجی در جهت شکوفایی شد.
او توسط کلیسای ارتدکس گرجی در زمرهٔ قدیسان شمرده شده و مراسم یادبود او هر ساله در تاریخ ۶ فوریه برگزار می‌شود.

## زندگی
آرسن در ایقالتو در استان کاختی گرجستان به دنیا آمده بود و به همین دلیل به «ایقالتوئلی» (اهل ایقالتو) معروف بود. او تحصیلات خود را در دانشگاه مانگانا در قسطنطنیه، مرکز فعالیت‌های فلسفی امپراتوری بیزانس گذرانده بود و به عنوان کشیشی تحت حمایت اپرم متسیره در کوه سیاه انطاکیه فعالیت داشت. حوالی سال ۱۱۱۴ میلادی او و هم دوره‌هایش، یعنی دیگر کشیشان گرجی که به دعوت داویت چهارم برای ساماندهی کلیسای ارتدکس گرجی به گرجستان بازگشته بودند، دورهٔ جدیدی را در تاریخ کلیسای ارتدکس گرجی رقم زده و آن را شکوفا ساختند. آرسن ایقالتوئلی به همراه ایوانه پتریتسی فلسفه‌های بیزانس را به دانشگاه تازه تأسیس گرجستان در گلاتی آورده و مؤسس دانشگاهی مشابه آن در ایقالتو شد. نهایتاً او خود را در صومعه شیومغویمه در کاختی به فعالیت گمارد.
در سال ۱۱۲۳ میلادی، ایقالتوئلی نقشی کلیدی در مذاکرات بین کشیش‌های ارمنی و گرجی در مورد تطابق بخشیدن به تفاوت‌های دو کلیسای ارتدکس گرجی و ارمنی ایفا نمود که توسط داویت چهارم سازماندهی شده بود. او پس از مرگ داویت چهارم در سال ۱۱۲۵ وفات نامهٔ او را ساخت و خودش نیز دو سال بعد یعنی در سال ۱۱۲۷ از دنیا رفت.

## آثار
بیشتر کارهای ایقالتوئلی چه در داخل و چه خارج گرجستان مبتنی بر ترجمهٔ عمدهٔ کارهای تعلیمی و مباحثه‌ای بود. او مهم‌ترین اثر خود «دوگماتیکون» (کتاب تعلیم) را در مکتب ارسطوگری نوشته بود. کاملترین نسخ خطی حفظ شدهٔ این اثر مربوط به قرن‌های ۱۲ و ۱۳ میلادی بوده و در مرکز ملی نسخ خطی گرجستان نگهداری می‌شود.